# Ekolog Biszkek
Ekolog Biszkek (kirg. Футбол клубу «Эколог» Бишкек) – kirgiski klub piłkarski, mający siedzibę w stolicy kraju, mieście Biszkek.

## Historia
Chronologia nazw:
- 19??: Ekolog Biszkek (ros. «Эколог» Бишкек)
- 2002: klub rozformowano

Piłkarski klub Ekolog został założony w miejscowości Biszkek przed 2000 rokiem. W 2000 zespół startował w rozgrywkach Pucharu Kirgistanu, gdzie dotarł do 1/16 finału. W 2001 debiutował w rozgrywkach Wyższej Ligi Kirgistanu. W debiutowym sezonie zajął przedostatnie 7.miejsce. Przed rozpoczęciem następnego sezonu z powodów finansowych klub został rozformowany.

## Sukcesy

### Trofea międzynarodowe
Nie uczestniczył w rozgrywkach azjatyckich (stan na 31-12-2015).

### Trofea krajowe
| \| \| Zdobyte trofea w rozgrywkach Kirgistanu (stan na: 31-12-2015) \| |                                                               |      |            |
| Rozgrywki                                                              | Osiągnięcie                                                   | Razy | Sezon(y)   |
| Mistrzostwo                                                            | I miejsce                                                     | 0    |            |
| Mistrzostwo                                                            | II miejsce                                                    | 0    |            |
| Mistrzostwo                                                            | III miejsce                                                   | 0    |            |
| Mistrzostwo                                                            | 7.miejsce                                                     | 1    | 2001       |
| Puchar                                                                 | zdobywca                                                      | 0    |            |
| Puchar                                                                 | finalista                                                     | 0    |            |
| Puchar                                                                 | 1/16 finału                                                   | 2    | 2000, 2001 |
| II liga                                                                | I miejsce                                                     | ?    |            |
| II liga                                                                | II miejsce                                                    | ?    |            |
| II liga                                                                | III miejsce                                                   | ?    |            |
| Kirgistan                                                              | Zdobyte trofea w rozgrywkach Kirgistanu (stan na: 31-12-2015) |      |            |

## Stadion
Klub rozgrywał swoje mecze domowe na stadionie Ekolog w Biszkeku, który może pomieścić 1000 widzów.